# GD 40
Désignations
GD 40 est une naine blanche de la constellation de la Baleine. Elle est située à environ 212,3 ± 0,6 a.l. (∼ 65,1 pc) du Soleil. Le spectre de l’étoile présente des traces de contamination externe par des métaux dus à la perturbation d’une planète naine extrasolaire ou d’un astéroïde. L’objet perturbé aurait dû avoir à peu près la même masse que l’astéroïde (3) Junon du Système solaire.